# Malawi na Letnich Igrzyskach Olimpijskich 2008
Reprezentacja Malawi na Letnich Igrzyskach Olimpijskich 2008 liczyła czworo zawodników (2 kobiety i 2 mężczyzn). Malawi miało swoich przedstawicieli w 2 spośród 35 rozgrywanych dyscyplin. Zawodnicy z tego kraju nie zdobyli żadnego medalu. Chorążym reprezentacji Malawi był pływak Charlton Nyirenda, specjalizujący się w stylu dowolnym, dla którego był to debiut na igrzyskach. Najmłodszą reprezentantką Malawi na Letnich Igrzyskach Olimpijskich 2008 była 14-letnia pływaczka Zahra Pinto, a najstarszym przedstawicielem tego kraju był lekkoatleta specjalizujący się w biegu na 1500 metrów – nieco ponad 23-letni Chauncy Master. Wszyscy zawodnicy reprezentowali swój kraj na igrzyskach po raz pierwszy.
Był to ósmy start tej reprezentacji na igrzyskach olimpijskich. Najlepszym wynikiem, jaki osiągnęli reprezentanci Malawi na Letnich Igrzyskach Olimpijskich 2008, była 28. pozycja, jaką Lucia Chandamale zajęła w rywalizacji biegaczek na 5000 m.

## Tło startu
Narodowy Komitet Olimpijski Malawi powstał w 1968 roku. W tym samym roku został zatwierdzony przez MKOL. Od tego czasu Komitet Olimpijski tegoż kraju zgłasza reprezentację Malawi do udziału w najważniejszych imprezach międzynarodowych takich jak igrzyska afrykańskie, czy igrzyska Wspólnoty Narodów. Największymi sukcesami tej reprezentacji do czasu występu w Pekinie były trzy brązowe medale Igrzysk Wspólnoty Narodów.
Malawi na letnich igrzyskach olimpijskich zadebiutowało w 1972 roku. Jej reprezentanci do czasu startu w igrzyskach w Pekinie nie zdobyli żadnego medalu olimpijskiego.

## Statystyki według dyscyplin
Spośród trzydziestu pięciu dyscyplin sportowych, które Międzynarodowy Komitet Olimpijski włączył do kalendarza igrzysk, reprezentacja Malawi wzięła udział w dwóch. W obydwóch dyscyplinach Komitet Olimpijski Malawi wystawił dwoje sportowców.
| Lp.     | Sport         | Mężczyźni | Kobiety | Łącznie |
| ------- | ------------- | --------- | ------- | ------- |
| 1.      | Lekkoatletyka | 1         | 1       | 2       |
| 2.      | Pływanie      | 1         | 1       | 2       |
| Łącznie | Łącznie       | 2         | 2       | 4       |

## Lekkoatletyka
Malawi w lekkoatletyce reprezentowało dwoje zawodników – 1 mężczyzna i 1 kobieta. Każdy z nich wystartował w jednej konkurencji. Początkowo Chauncy Master i Lucia Chandamale nie zakwalifikowali się do udziału w Letnich Igrzyskach Olimpijskich 2008, gdyż nie uzyskali wymaganego minimum kwalifikacyjnego. Zgodnie z przepisami przyjętymi przez IAAF każdy kraj, w którym żaden z zawodników nie wypełnił minimum kwalifikacyjnego, otrzymał zaproszenie do zgłoszenia do Letnich Igrzysk Olimpijskich 2008 nie więcej niż 2 lekkoatletów.
Jako pierwszy podczas igrzysk w Pekinie wystartował Chauncy Master, który wziął udział w rywalizacji biegaczy na 1500 metrów. Eliminacje rozpoczęły się 15 sierpnia 2008 roku o godzinie 19:10.
Master startował w ostatnim, czwartym biegu eliminacyjnym, który odbył się o godzinie 19:37. Wynikiem 3:44,96 zajął 9. miejsce w swoim biegu eliminacyjnym, co w łącznej klasyfikacji dało mu 40. miejsce na 47 sklasyfikowanych zawodników. Zwycięzcą tej konkurencji został Asbel Kiprop z Kenii.
Jako druga podczas igrzysk wystartowała Lucia Chandamale, która wzięła udział w rywalizacji biegaczek na 5000 metrów. Eliminacje tej konkurencji rozpoczęły się 19 sierpnia 2008 roku o godzinie 19:35. Chandamale startowała w pierwszym  biegu eliminacyjnym, który odbył się o tej samej godzinie. Z wynikiem 16:44,09 zajęła przedostatnie, 16. miejsce w swoim biegu eliminacyjnym, co w łącznej klasyfikacji dało jej 28. miejsce w gronie 30 zawodniczek. Zwyciężczynią tej konkurencji została Tirunesh Dibaba z Etiopii.
Mężczyźni
| Zawodnik       | Konkurencja | Eliminacje | Eliminacje | Druga runda                  | Druga runda                  | Półfinał                     | Półfinał                     | Finał                        | Miejsce                      |                              |
| Zawodnik       | Konkurencja | Wynik      | Miejsce    | Wynik                        | Miejsce                      | Wynik                        | Miejsce                      | Wynik                        | Miejsce                      |                              |
| -------------- | ----------- | ---------- | ---------- | ---------------------------- | ---------------------------- | ---------------------------- | ---------------------------- | ---------------------------- | ---------------------------- | ---------------------------- |
| Chauncy Master | 1500m       | 3:44.96    | 40         | Odpadł z dalszej rywalizacji | Odpadł z dalszej rywalizacji | Odpadł z dalszej rywalizacji | Odpadł z dalszej rywalizacji | Odpadł z dalszej rywalizacji | Odpadł z dalszej rywalizacji | Odpadł z dalszej rywalizacji |

Kobiety
| Zawodniczka      | Konkurencja | Eliminacje | Eliminacje | Druga runda                   | Druga runda                   | Półfinał                      | Półfinał                      | Finał                         | Miejsce                       |                               |
| Zawodniczka      | Konkurencja | Wynik      | Miejsce    | Wynik                         | Miejsce                       | Wynik                         | Miejsce                       | Wynik                         | Miejsce                       |                               |
| ---------------- | ----------- | ---------- | ---------- | ----------------------------- | ----------------------------- | ----------------------------- | ----------------------------- | ----------------------------- | ----------------------------- | ----------------------------- |
| Lucia Chandamale | 5000m       | 16:44.09   | 28         | Odpadła z dalszej rywalizacji | Odpadła z dalszej rywalizacji | Odpadła z dalszej rywalizacji | Odpadła z dalszej rywalizacji | Odpadła z dalszej rywalizacji | Odpadła z dalszej rywalizacji | Odpadła z dalszej rywalizacji |

## Pływanie
Jako pierwszy podczas igrzysk wystartował Charlton Nyirenda, który wziął udział w konkurencji 50 metrów stylem dowolnym mężczyzn. Eliminacje tej konkurencji rozpoczęły się 14 sierpnia 2008 roku. Nyirenda startował w trzecim wyścigu eliminacyjnym. Wystartował z piątego toru i z wynikiem 27,46 wygrał swój wyścig eliminacyjny, jednak to nie wystarczyło, aby awansować do następnej fazy. Został sklasyfikowany na 80 miejscu wśród 97 sklasyfikowanych zawodników. Jego czas reakcji wyniósł 0,82 sekundy. Zwycięzcą tej konkurencji został César Cielo z Brazylii.
Jako druga podczas igrzysk wystartowała młodziutka Zahra Pinto, która wzięła udział w konkurencji 50 metrów stylem dowolnym kobiet. Eliminacje tej konkurencji rozpoczęły się 15 sierpnia 2008 roku. Pinto startowała w drugim wyścigu eliminacyjnym. Wystartowała z czwartego toru, i z wynikiem 32,53 zajęła 3. miejsce w swoim wyścigu eliminacyjnym, co w łącznej klasyfikacji dało jej 82. miejsce w gronie 90 zawodniczek. Jej czas reakcji wyniósł 0,70 sekundy. Zwyciężczynią tej konkurencji została Britta Steffen z Niemiec.
Mężczyźni
| Zawodnik          | Konkurencja       | Wyścig eliminacyjny | Wyścig eliminacyjny | Półfinał                     | Półfinał                     | Finał                        | Finał                        |
| Zawodnik          | Konkurencja       | Czas                | Miejsce             | Czas                         | Miejsce                      | Czas                         | Miejsce                      |
| ----------------- | ----------------- | ------------------- | ------------------- | ---------------------------- | ---------------------------- | ---------------------------- | ---------------------------- |
| Charlton Nyirenda | 50 m st. dowolnym | 27.46               | 80                  | Odpadł z dalszej rywalizacji | Odpadł z dalszej rywalizacji | Odpadł z dalszej rywalizacji | Odpadł z dalszej rywalizacji |

Kobiety
| Zawodniczka | Konkurencja       | Wyścig eliminacyjny | Wyścig eliminacyjny | Półfinał                      | Półfinał                      | Finał                         | Finał                         |
| Zawodniczka | Konkurencja       | Czas                | Miejsce             | Czas                          | Miejsce                       | Czas                          | Miejsce                       |
| ----------- | ----------------- | ------------------- | ------------------- | ----------------------------- | ----------------------------- | ----------------------------- | ----------------------------- |
| Zahra Pinto | 50 m st. dowolnym | 32.53               | 82                  | Odpadła z dalszej rywalizacji | Odpadła z dalszej rywalizacji | Odpadła z dalszej rywalizacji | Odpadła z dalszej rywalizacji |